# Хечоян, Левон Ваникович
Левон Ваникович Хечоян (арм. Լևոն Խեչոյան; 8 декабря 1955 — 8 января 2014) — советский и армянский писатель.

## Биография
Родился в селе Баралет Ахалкалакского района Грузии. В 1983 году окончил филологический факультет педагогического института в г. Ленинакане (ныне Гюмри). С 1976 года жил и работал в городе Раздан в Армении. Участник карабахской войны.
Писать начал еще со школьных лет. С 1988 г. его произведения печатаются в республиканской прессе: «Гарун», «Норк», «Литературная Армения», «Перспективы» и др. Его первый сборник рассказов под названием «Деревья фимиама» вышел в свет в 1991 г. В 2000 г. этот сборник был опубликован и на украинском языке. Рассказы Левона Хечояна переведены на русский, украинский, английский, испанский и немецкий языки, включались в изданные в европейских странах антологии армянской литературы.
Начиная с 1994 г., Хечоян периодически печатается в Москве («Литературная газета», журналы «Дружба народов», «Лепта», «Грани»), а с 1998 г. — в журнале «Литературная Украина».
В 1995 г. вышел в свет исторический роман «Царь Аршак, Евнух Драстамат», который переведён и на русский язык.
В 1997 г. Левон Хечоян был участником симпозиума писателей Азии, состоявшегося в Вашингтоне. Левон Хечоян — член Союза писателей Армении. В 1999 г. за роман «Чёрная книга, тяжелый жук» Хечояну была присуждена государственная литературная премия РА «Золотой тростник».
В июне-июле 2000 года Хечоян участвовал в мероприятии под названием «Литературный экспресс», организованном Бундестагом Германии и прошедшим под эгидой Евросоюза и ЮНЕСКО. Путешествовал в 21 городе Европы. В Мадриде, Париже, Калининграде и Берлине прочитал доклад на тему «Война и литература».
В 2001 г. в Берлине на немецком языке вышел в свет сборник произведений 103 писателей «EuropaExpress», куда вошло также эссе Хечояна «На железных дорогах Европы», написанное под впечатлением от путешествия по Европе. Этот же сборник на русском языке был опубликован в 2001 году в издательстве «Радуга» под названием «Литературное расписание Европы».

## Произведения
В произведениях Хечояна постоянно сквозит память о трагедиях, пережитых армянами в XX веке: от геноцида 1915 года до Спитакского землетрясения и войн 90-х, но исчезают мифологизм и героизация — вместо них глубокая горечь.
В 2000 году во Львове (издательство «Феникс») увидел свет сборник рассказов на украинском языке «Оливковая ветвь».
В 2002 году увидели свет сборник сказок «Ангел-хранитель дома» и сборник рассказов «5-е и 6-е июня».
14-19 мая 2003 года Хечоян принял участие в работе конференции писателей Южного Кавказа в Тбилиси.
В сентябре 2003 года в Бейруте вышел в свет сборник рассказов «Дрожь земли». За него в феврале 2005 года писатель удостоен литературной премии имени Гранта Матевосяна.
В 2004 году в Москве увидел свет сборник рассказов «Знойный день».
В марте 2006 года вышел в свет сборник избранных произведений на военные темы — «Голоса и видения».
29 сентября 2006 года за книгу «5-е и 6-е июня» Хечоян получил литературную премию «Айкашен Узунян», учреждённую культурным союзом «Текеян» в 2004—2005 годах.
Левон Хечоян — лауреат премии литературно-художественного журнала «Нарцисс» в номинации «Лучшая проза» (декабрь 2006 года). Тогда же в Ереване был опубликован альманах «Современная армянская проза» на английском языке, в котором был напечатан его рассказ «Дрожь земли».
В октябре 2008 года в Лондонском издательстве «Taderon» вышла в свет книга «Чёрная книга, тяжёлый жук» («Black Book, Weighty Bug») на английском языке.
В 2011 году вышел в свет сборник избранных произведений «Это заноза, отец мой, заноза».
В 2012 году во Львове (издательство «Срибне слово») увидел свет «Ладанные деревья» — роман и рассказы на украинском языке.
В 2013 году отказался от армянской медали «За заслуги перед Отечеством» II степени, мотивировав решение тем, что не может принять медаль, «когда эмиграция в стране доходит до такой степени».